# Christine Scheiblich
Christine Scheiblich (Wilsdruff, 31 december 1954) is een Oost-Duits voormalig roeister. Ze werd de eerste wereldkampioene in de skiff tijdens de Wereldkampioenschappen roeien 1974. Deze titel prolongeerde Scheiblich tijdens de volgende drie Wereldkampioenschappen roeien 1975, 1977 en 1978. Bij het olympische debuut van het roeien tijdens de Olympische Zomerspelen 1976 won ze de olympische titel

## Resultaten
- Wereldkampioenschappen roeien 1974 in Luzern  in de skiff
- Wereldkampioenschappen roeien 1975 in Nottingham  in de skiff
- Olympische Zomerspelen 1976 in Montreal  in de skiff
- Wereldkampioenschappen roeien 1977 in Amsterdam  in de skiff
- Wereldkampioenschappen roeien 1978 in Cambridge  in de skiff

1976: Christine Scheiblich ·
1980: Sanda Toma ·
1984: Valeria Răcilă-Rosça ·
1988: Jutta Behrendt ·
1992: Elisabeta Lipă-Oleniuc ·
1996: Jekaterina Chodotovitsj ·
2000: Jekaterina Karsten ·
2004: Katrin Rutschow-Stomporowski ·
2008: Roemjana Nejkova ·
2012: Miroslava Knapková ·
2016: Kimberley Brennan-Crow ·
2020: Emma Twigg ·
2024: Karolien Florijn